# Ivana Isailović
Ivana Isailović (* 1. Januar 1986 in Šabac, Jugoslawien) ist eine serbische Volleyballspielerin.

## Karriere
Isailović erreichte 2007 mit der serbischen Nationalmannschaft das Finale der Europameisterschaft. Bis 2010 spielte sie bei OK Roter Stern Belgrad. Außerdem war sie im Beachvolleyball aktiv und wurde serbische Meisterin. 2010 wechselte sie zum Bundesligisten VfB 91 Suhl. In ihrer ersten Saison in Deutschland erreichte sie das Finale im DVV-Pokal.
Nach drei Jahren beim VfL Suhl spielte sie in der Saison 2013/14 beim deutschen Rekordmeister Schweriner SC, bei dem sie auch in der Champions League zum Einsatz kam. Nach einer einjährigen Spielpause schloss sie sich zur Saison 2015/16 dem polnischen Verein Wisła Warszawa an.